# Kataja
Kataja, Sveriges østligste punkt, er en holm syd for Haparanda i Norrbotten Län. Det er en del af Haparanda-skærgården  Holmen har et areal på 71 hektar . Det er cirka 2 kilometer lang og 200 til 500 meter  bred. Den finske del af øen er en del af Botniske Bugt Nationalpark
Navnet "Kataja" er finsk for enebær  Øen er delt mellem Sverige og Finland . Grænsen blev etableret i 1809 mellem to øer, en større svensk kaldet Kataja og en mindre finsk kaldet Inakari . I årene siden har landhævning fået landet i regionen til at stige i forhold til havets overflade og føjet de to øer sammen. Grænsen krydser nu den sydøstlige del af den kombinerede ø og er præget af to nationale varder. Katajas strande er for det meste kampesten med noget sand. Den østlige halvø er dækket af løvfældende træer som røn, el og pil, mens resten er dækket af nåletræer.